# Cucullia occidentalis
Cucullia occidentalis är en fjärilsart som beskrevs av Charles Boursin 1944. Cucullia occidentalis ingår i släktet Cucullia och familjen nattflyn. Inga underarter finns listade i Catalogue of Life.

## Bildgalleri

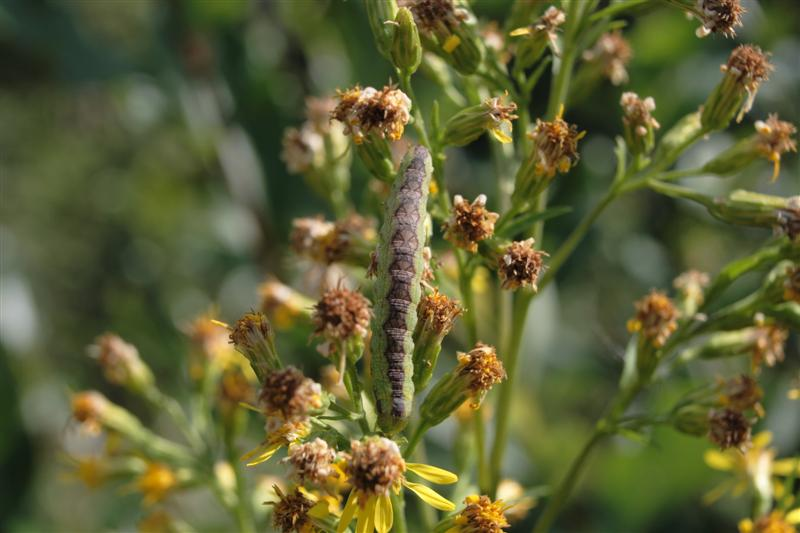